# Wilson Chacón
Wilson Arcangel Chacón (11 maggio 1971) è un ex calciatore venezuelano, di ruolo centrocampista.